# 刘大白
劉大白（1880年10月2日—1932年2月13日），原名金慶棪，字伯貞，號清齋，辛亥革命后更改姓名为劉靖裔。字大白，以字行，浙江绍兴平水镇人。现代诗人、文学史学家，白话诗的先驱之一。

## 生平
刘大白为前清举人出身，曾任绍兴师范学堂和山会小学教師，曾與王世裕合编《紹興公報》。1913年，亡命日本。1914年在日本加入同盟會。1924年任复旦大学、上海大学教授，编辑《黎明》周刊。1926年出版诗集《邮吻》。1928年1月，辞去复旦大学的职务，随即赶杭州任国立浙江大学秘书长之职。1929年8月受教育部长、浙江大学校长蒋梦麟之邀，任教育部次长。1932年2月13日病逝。

## 著作
刘大白早在五四运动前就尝试用白话写诗，是新诗的倡导者之一。他的詩以描寫民眾疾苦之作為多，並顯示了由舊詩蛻化而來的特點，感情濃烈，語言明快有力，通俗易懂，並以觸及重大的社會議題和鮮明的鄉土色彩，在五四時期的詩壇上別具一格。1929年6月6日至10月10日间在杭州舉辦的西湖國際博覽會上，劉大白爲教育舘撰寫對聯，上聯“定建設的規模，要仗先知，做建設的工作，要仗後知，以先知覺後知，便非發展大中小學不可”，下聯“辦教育的經費，没有來路，受教育的人才，没有出路，從来路到出路，都得振興农工商業才行”。
主要著作有：新诗集《旧梦》（后分编为《卖布谣》、《丁宁》、《再造》、《秋之泪》）、《邮吻》；旧诗集《白屋遗诗》；诗话《白屋说诗》、《旧诗新话》；《中国文学史》等。